# Giovan Francesco Soardi

Stemma Suardi

Giovan Francesco Soardi (Suardi) (Mantova, XV secolo – ...) è stato un politico e letterato italiano.

## Biografia
Nacque da nobile famiglia mantovana, originaria di Bergamo.
Frequentò a Mantova Ca' Zoiosa dell'umanista Vittorino da Feltre, distinguendosi nella lettere e nella poesia. Si recò a Roma, dove frequentò l'Accademia Romana dell'umanista Pomponio Leto, dedicandosi allo studio della giurisprudenza, nella quale eccelse.
Trascorse molti anni della sua vita a Ferrara, scrivendo molti versi in latino e in italiano. Nel 1509 compose un epitalamio in sei canti per le nozze a Urbino di Francesco Maria I Della Rovere e Eleonora Gonzaga.